# Кофьорд
Кофьорд (норв. Kåfjord) — коммуна в губернии Тромс в Норвегии. Административный центр коммуны — город Оллердален. Официальные языки коммуны — букмол и северносаамский. Население коммуны на 2007 год составляло 2248 чел. Площадь коммуны Кофьорд — 991,16 км², код-идентификатор — 1940.

## История коммуны
В 1991 году был принят закон о введении с 1 января 1992 года в коммуне Кофьорд второго официального языка — северносаамского. Часть норвежского населения коммуны выразило в связи с этим резкий протест. В этих условиях группа молодых саамов при поддержке норвежских саамских общественных организаций провела в Кофьорде (около деревни Мандален) в конце 1991 года фестиваль культуры прибрежных саамов Норвегии «Ридду Ридду». Постепенно «Ридду Ридду» стал фестивалем коренных народов Севера; позже в программе стали всё в большей степени появляться исполнители, представляющие и другие культуры. В 2011 году фестиваль прошёл в 20-й раз.
Население коммуны за последние 60 лет:

Статистика коммуны Кофьорд